# Paco Martínez Soria
Francisco Martínez Soria, mucho más conocido como Paco Martínez Soria (Tarazona; 18 de diciembre de 1902-Madrid; 26 de febrero de 1982), fue un actor y empresario de teatro español.

## Biografía
Nació el 18 de diciembre de 1902 en el n°1 de la calle Garnacha de Tarazona, provincia de Zaragoza. Hijo de Luis Martínez Casabona, policía, y de Eugenia Soria. En 1907, debido a la profesión de su padre, su familia se trasladó primero a la calle de San Joaquín de Madrid, y un año después a la calle de Joan Blanques del barrio de Gracia de Barcelona, donde comenzó sus estudios y, tras ellos, su trabajo como dependiente y luego como comercial. Durante esta época compatibilizó su empleo con actuaciones en grupos de aficionados del barrio de Gracia.
Contrajo matrimonio el 24 de octubre de 1929 con Consuelo Ramos Sánchez, con la que tuvo cuatro hijos: Natividad, Francisco, Consuelo y Eugenia Martínez-Soria Ramos.
Paco Martínez Soria, que trabajaba como representante comercial en una empresa de origen alemán, a causa de la guerra se quedó sin empleo. El grave problema que se le planteaba era cómo mantener a su familia, y fue en el teatro donde encontró la fórmula para defender la economía familiar y sacar adelante a su mujer y a sus hijos.
En 1934 trabajó como extra en la comedia en blanco y negro Sereno... y tormenta del director Ignacio Iquino, con quien colaboraría, como actor, en otras once películas.
En 1936, el Gobierno de la República emitió un decreto de afiliación sindical obligatoria y Francisco Martínez Soria se afilió a la CNT de entre las dos opciones que disponía (la CNT anarquista o la UGT socialista).
Un año más tarde fue contratado por la compañía de su gran amigo Rafael López Somoza, con quien estrenó en el año 1938, en el Teatro Fontalba, la comedia de Antonio Paso El infierno, y viajó por distintas ciudades españolas. Tras este periplo, se convirtió en actor profesional y el 9 de enero de 1940 formó su propia compañía, con la que debutó en el teatro Borrás de la ciudad condal.

Su primer papel de cine como actor principal fue en 1938, en un mediometraje cómico de Ignacio F. Iquino producido por S.I.E. Films titulado Paquete, el fotógrafo público número uno. Continuó participando como actor secundario en muchas películas hasta 1944, en que retornó por completo al teatro como actor y empresario.

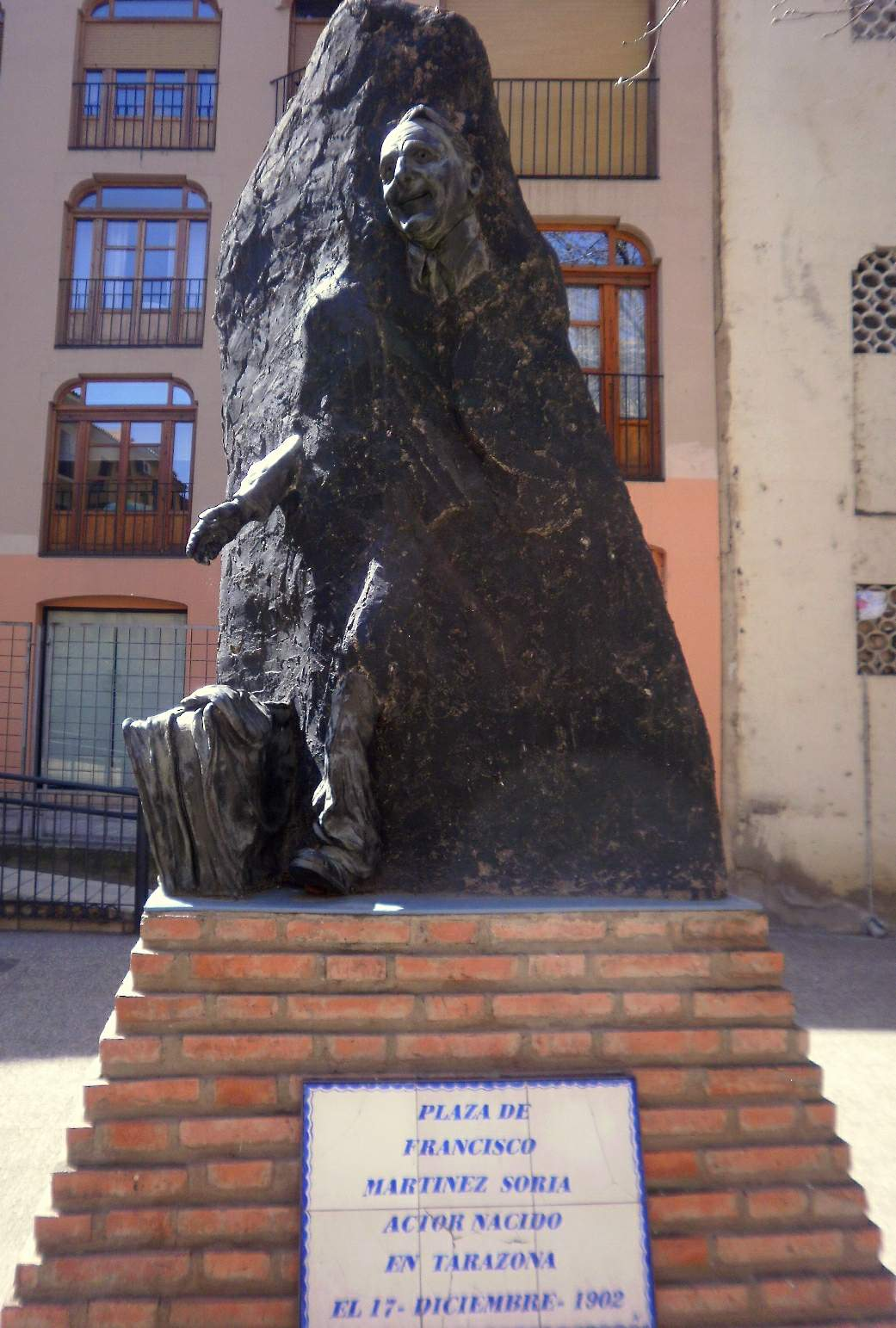
Monumento al actor en su Tarazona natal.

Había fundado su propia compañía en 1940, instalándose en el Teatro Fontalba de Madrid, junto a María Francés y Ricardo Fuentes. Inició entonces un repertorio de obras cómicas que empezó con Tu mujer no es cosa mía, de Iquino y Prades. Entre los años 1942 y 1944, fue nombrado director y primer actor de la compañía de comedia titular del Teatro de la Zarzuela.
En 1950 adquirió el Teatro Talía de Barcelona, junto a Ignacio Iquino. Posteriormente en 1960, Iquino (que lo empleaba básicamente para rodar interiores de sus películas) renunciaría a su parte y la vendió a Martínez Soria, que quedó como único dueño del local.
Durante las cuatro décadas de la dictadura de Francisco Franco, fue uno de los actores teatrales más aclamados por el público, interpretando decenas de comedias, entre las que pueden mencionarse La tía de Carlos (1946-1967), de Brandon Thomas, El abuelo Curro, Anacleto se divorcia, Bonaparte quiere vivir tranquilo (1964), La educación de los padres, Te casas a los 60... ¿y qué? (1974) y ¡Guárdame el secreto, Lucas! (1977), las dos últimas de Dionisio Ramos.

## Éxito cinematográfico
"Don Paco", como a él le gustaba que le llamasen, volvió al cine en los años cincuenta, aunque fue en 1965 cuando, dirigido por Pedro Lazaga, consiguió un gran éxito con la película La ciudad no es para mí, adaptación cinematográfica de un previo éxito teatral del actor que alcanzó las 3000 representaciones.   Desde ese momento, su personaje de cateto entrañable no dejaría de aparecer en pantalla hasta el final de sus días. 
Su última película fue La tía de Carlos, que se estrenó el 7 de octubre de 1981 en el Cine Mola de Zaragoza. El actor fallecía apenas cinco meses después.

## Fallecimiento
Paco Martínez Soria falleció en Madrid a las 9 de la mañana del viernes 26 de febrero de 1982 a causa de una angina de pecho, en una habitación del Hotel Colón, donde se hallaba preparando una obra que no llegaría a estrenarse ¡Guárdame el secreto, Lucas!. El cuerpo fue encontrado por los servicios de conserjería del hotel, quienes entraron en el apartamento tras ser alertados por los compañeros del actor, al observar una tardanza en su incorporación a los ensayos. Dos días después de su fallecimiento, fue enterrado en el cementerio de Cabrera de Mar (Barcelona), localidad donde residían, y donde también descansa su mujer Consuelo Ramos, que murió seis años después. Según diversos testimonios, fue un hombre austero, profesional, honrado y muy generoso.
Tras su muerte, los herederos decidieron cambiar en homenaje el nombre de su Teatro Talía que pasó a llamarse Teatro Martínez Soria. Durante 5 años la compañía del desaparecido y popular actor continuó representando sus obras alternándose con otras representaciones, pero a finales del año 1987 su teatro cerró sus puertas para siempre. Los herederos decidieron vender el teatro a una inmobiliaria que no tardó mucho en derribarlo. En 1988 había desaparecido totalmente y, durante más de 30 años, un solar bruto ocupó esa esquina del núm. 100 de la Av. del Paralelo, esquina con la C.del Conde Borrell, (41°22′31″N 2°09′55″E / 41.375216, 2.165394) hoy convertida en parque infantil.

## Festival de cine de comedia "Paco Martínez Soria"
En 2004, el ayuntamiento de Tarazona creó el Festival de cine de comedia "Paco Martínez Soria" en conmemoración del actor turiasonense. El certamen se celebra cada año a mediados de agosto y congrega a los principales actores y directores españoles de este género,  que asisten a diversos coloquios y a la gala de clausura. En esta se entregan varios premios:
- Premio Talento de comedia
- Premio Nuevo talento aragonés
- Premio Tarazona y El Moncayo (en reconocimiento a toda su trayectoria profesional  al mundo del teatro, TV y televisión del mundo del género comedia, nacionalidad española)
- Cine-TV-teatro:
  - Mejor película de cine de comedia nacionalidad principal española del año en curso
  - Mejor película o miniserie para televisión de comedia nacionalidad principal española del año en curso
  - Mejor obra de teatro de comedia nacionalidad principal española del año en curso
  - Mejor director de comedia nacionalidad española del año en curso
  - Mejor actor de comedia nacionalidad española del año en curso
  - Mejor actriz de comedia nacionalidad española del año en curso
  - Mejor actriz de reparto de comedia nacionalidad española del año en curso
  - Mejor actor de reparto de comedia nacionalidad española del año en curso
  - Mejor guion de comedia nacionalidad española del año en curso
  - Mejor banda sonora de comedia nacionalidad española del año en curso
  - Mejor canción original de comedia nacionalidad española del año en curso
  - Mejor película de cine de comedia nacionalidad principal no es la española del año en curso

El festival se ha consolidado y es actualmente una de las actividades culturales anuales más popular de Tarazona.

## Filmografía
| Año  | Título                                   | Personaje                      | Dirección                  |
| ---- | ---------------------------------------- | ------------------------------ | -------------------------- |
| 1934 | Sereno... y tormenta                     |                                | Ignacio F. Iquino          |
| 1935 | Al margen de la ley                      |                                | Ignacio F. Iquino          |
| 1935 | Error judicial                           |                                | Juan Faidellá              |
| 1936 | Diego Corrientes                         | Sinropas                       | Ignacio F. Iquino          |
| 1937 | Paquete, el fotógrafo público número uno |                                | Ignacio F. Iquino          |
| 1938 | Alma de Dios                             | Saturiano                      | Ignacio F. Iquino          |
| 1941 | El difunto es un vivo                    | Luquitas                       | Ignacio F. Iquino          |
| 1942 | Boda accidentada                         | Profesor                       | Ignacio F. Iquino          |
| 1943 | Deliciosamente tontos                    | Notario                        | Juan de Orduña             |
| 1943 | El hombre de los muñecos                 | Don Eduardo                    | Ignacio F. Iquino          |
| 1943 | Piruetas juveniles                       |                                | Giancarlo Cappelli         |
| 1943 | Un enredo de familia                     | Samuel                         | Ignacio F. Iquino          |
| 1943 | Viviendo al revés                        |                                | Ignacio F. Iquino          |
| 1951 | Almas en peligro                         | Borracho                       | Ignacio F. Iquino          |
| 1953 | Fantasía española                        | Suave                          | Javier Setó                |
| 1953 | La danza del corazón                     | Jaime Miravall                 | Ignacio F. Iquino          |
| 1953 | La montaña sin ley                       |                                | Ignacio F. Iquino          |
| 1956 | El difunto es un vivo                    | Rosendo Prado /Fulgencio Prado | Juan Lladó                 |
| 1956 | Veraneo en España                        | Gasolina                       | Miquel Iglesias Bonns      |
| 1957 | Su desconsolada esposa                   | Padre de Dora                  | Miquel Iglesias Bonns      |
| 1959 | Sendas marcadas                          | Taxista                        | Juan Bosch                 |
| 1966 | La ciudad no es para mí                  | Agustín Valverde               | Pedro Lazaga               |
| 1967 | ¿Qué hacemos con los hijos?              | Antonio Martínez               | Pedro Lazaga               |
| 1968 | El turismo es un gran invento            | Benito Requejo Candela         | Pedro Lazaga               |
| 1969 | Abuelo Made in Spain                     | Marcelino                      | Pedro Lazaga               |
| 1969 | Don erre que erre                        | Don Rodrigo Quesada            | José Luis Sáenz de Heredia |
| 1970 | ¡Se armó el belén!                       | Don Mariano                    | José Luis Sáenz de Heredia |
| 1971 | Hay que educar a papá                    | Severiano Paredes              | Pedro Lazaga               |
| 1972 | El padre de la criatura                  | Eduardo Contreras              | Pedro Lazaga               |
| 1973 | El abuelo tiene un plan                  | Leandro Cano                   | Pedro Lazaga               |
| 1974 | El calzonazos                            | Juan                           | Mariano Ozores             |
| 1975 | El alegre divorciado                     | Ramón Pozuelo                  | Pedro Lazaga               |
| 1976 | Estoy hecho un chaval                    | Juan Esteban                   | Pedro Lazaga               |
| 1978 | ¡Vaya par de gemelos!                    | Lucas /Pedro                   | Pedro Lazaga               |
| 1980 | Es peligroso casarse a los 60            | Mariano                        | Mariano Ozores             |
| 1981 | La tía de Carlos                         | Fermín Recuero                 | Luis María Delgado         |

## Premios y distinciones
- Antena de Plata, 1964.
- Medalla de Plata al Mérito en el Trabajo (1968).[7]
- Medalla de Oro de la ciudad de Valladolid.
- Premio Nacional de Teatro.
- Premio Nacional de Cine.
- Tras su muerte, en Tarazona, su ciudad natal, se puso su nombre a una de las calles,[6] en la cual se construyó una estatua suya en el año 2002.[8]
- Tiene una calle dedicada en Zaragoza.[9]
- El Ayuntamiento de Madrid le dedicó una glorieta en el barrio de Palomeras Bajas (distrito Puente de Vallecas)[10]